# Cindy Lee (Band)
Cindy Lee ist das Performance- und Songwriting-Projekt des kanadischen Musikers Patrick Flegel, ehemaliger Gitarrist und Leadsänger von Women.
Cindy Lee ist vor allem bekannt für ihr Album What's Tonight to Eternity? aus dem Jahr 2020, das für den Polaris Music Prize 2020 nominiert wurde, sowie für das kritisch gefeierte Doppelalbum Diamond Jubilee aus dem Jahr 2024, das für den Polaris Music Prize 2024 in die engere Auswahl kam.

## Hintergrund
Nach der Auflösung von Women im Jahr 2010 arbeitete Flegel mit Morgan Cook in der Band Androgynous Mind zusammen und veröffentlichte 2012 die EP Nightstalker. Daraus entwickelte sich das Projekt Cindy Lee, bei dem Flegel hauptsächlich alleine Musik aufnimmt, aber weiterhin mit wechselnden Begleitmusikern auftritt.
Bei Auftritten als Cindy Lee tritt Flegel in Frauenkleidung auf. In einer Fan-Fragerunde auf dem Webforum Reddit wurde Flegel gebeten, zu erläutern, ob Cindy Lee eine Figur, eine eigenständige Persönlichkeit oder etwas anderes sei. Flegel antwortete:
[...] combining 'cross dressing' with live performance, over time [...] became a way to reinforce me doing something that I love doing that I often withhold from myself. I have been perplexed by the novelty in peoples eyes of what I see as a very basic and very traditional performance on my part.
(dt. [...] die Kombination von 'Cross-Dressing' mit Live-Auftritten wurde mit der Zeit [...] zu einer Möglichkeit, mich darin zu bestärken, etwas zu tun, das ich liebe, aber mir oft selbst vorenthalte. Ich bin verwirrt über die Neuartigkeit, die die Menschen in dem sehen, was ich als eine sehr grundlegende und sehr traditionelle Performance meinerseits betrachte.)
Obwohl in früheren Presseartikeln über Cindy Lee they/them-Pronomen verwendet wurden, verwendet ein 2024 von einem persönlichen Freund verfasster Artikel durchgehend he/him-Pronomen für Flegel.

## Veröffentlichungen
Die Demo-Kassette Tatlashea wurde am zweiten Weihnachtsfeiertag 2012 vom kanadischen Label Isolated Now Waves veröffentlicht. 2015 veröffentlichte Flegel (über sein Label CCQSK) die Alben Act of Tenderness und Malenkost, die später neu aufgelegt und in den USA und Europa weiter verbreitet wurden. Die Kompilations-Kassette Model Express wurde 2018 von CCQSK veröffentlicht und 2020 von W.25th auf Vinyl gepresst.
What's Tonight to Eternity? wurde im Februar 2020 veröffentlicht. Die erste Single "Heavy Metal" war eine posthume Hommage an Flegels ehemaligen Women-Bandkollegen Chris Reimer. Cat O' Nine Tails folgte im März 2020.
2024 veröffentlichte Cindy Lee das Doppelalbum Diamond Jubilee. Es erhielt breite kritische Anerkennung, darunter die höchste Bewertung, die Pitchfork in vier Jahren vergeben hatte. Eine Tournee zur Unterstützung des Albums begann am 6. April, wurde aber am 4. Mai abgesagt, als das Projekt in Chicago auftreten sollte.
Zunächst wurde das Album nur digital über zwei offizielle Kanäle veröffentlicht: Flegels eigene Realistik Studios-Website – Hörer wurden eingeladen, für eine digitale Kopie des Albums zu bezahlen – und ihren YouTube-Kanal, über den das Album kostenlos und ohne Werbung gestreamt werden kann. Das Album war ein Finalist für den Polaris Music Prize 2024.
Im Oktober 2024 wurde angekündigt, dass das Album im Februar 2025 auf CD und Vinyl vom W.25th-Imprint von Superior Viaduct veröffentlicht werden soll.

## Kollaborationen
Flegel arbeitete mit Freak Heat Waves an ihrer Single In A Moment Divine von 2023 zusammen. Flegel trat auch 2015 sowie während ihrer gemeinsamen nordamerikanischen Tourneen 2023/2024 als Live-Mitglied von Freak Heat Waves auf. Steven Lind von Freak Heat Waves arbeitete auch mit Flegel an Diamond Jubilee zusammen, co-schrieb Baby Blue und übernahm Produktion und Mixing des Albums sowie verschiedene Instrumentalparts auf der gesamten Platte.
2024 arbeitete Flegel mit Deerhunter-Schlagzeuger Moses Archuleta an dessen zweitem Studioalbum Cemetery Classics zusammen, das unter dem Pseudonym Moon Diagrams veröffentlicht wurde, sowie mit Noah Lennox an der Panda Bear-Single Defense.

## Diskografie

### Alben
- Tatlashea (Isolated Now Waves, 2012; Neuauflage 2016)
- Act of Tenderness (CCQSK, 2015; Maple Death, 2018; W.25th, 2018)
- Malenkost (Isolated Now Waves, 2015; Maple Death, 2018; W.25th, 2018)
- Model Express (CCQSK, 2018; W.25th, 2020)
- What's Tonight to Eternity? (W.25th, 2020)
- Cat o' Nine Tails (Realistik, 2020; Isolated Now Waves, 2023)
- Diamond Jubilee (Realistik, 2024)

### Singles
- Holding the Devil's Hand (Split-Single mit Red Mass) (Mongrel Zine, 2013)
- A Message From the Aching Sky (digitale Single) (CCQSK, 2016)
- In a Moment Divine (mit Freak Heat Waves) (Mood Hut, 2023)